# El rai de la Medusa
El rai de la Medusa (títol original en francès: Le radeau de la Méduse) és una pintura del pintor francès Théodore Géricault, pintat el 1819. El tema del quadre fa referència al naufragi d'un vaixell francés, La Medusa, a les costes africanes, en el qual la immensa majoria dels viatgers va morir. Aquesta pintura es pot veure en l'actualitat al Museu del Louvre de París.

## El naufragi de La Medusa
La Medusa era una fragata que formava part d'una divisió de quatre naus enviada de França al Senegal per conduir-hi un grup de funcionaris colonials. La incapacitat i imprudència del seu capità, un vell oficial reialista que havia tornat a l'exèrcit amb la restauració francesa i ignorava els avanços marítims de l'època napoleònica, feren que el vaixell acabara separant-se dels altres del seu grup i topant amb un escull el 2 de juliol de 1816. La situació, agreujada per una tempesta, es feu insostenible i es va decidir l'evacuació mitjançant un rai construït amb peces de fusta, remolcat per unes xalupes. Es donà la circumstància que els oficials -membres de la noblesa- es reservaren les xalupes, més segures, i deixaren el rai per a la tripulació i els elements menys privilegiats del passatge. Quan les cordes que unien el rai a les xalupes es van trencar, aquestes es van allunyar i abandonaren el rai, que va quedar a la deriva durant tretze dies, en els quals es produïren ofegaments, motins i episodis de canibalisme. Finalment, el rai va ser rescatat el dia 17 d'aquell mes, amb quinze ocupants dels vora 150 que hi havien embarcat. El quadre de Géricault reproduirà aquest moment en què els supervivents albiren en l'horitzó el vaixell que ve a salvar-los.
Aquests fets van causar una forta commoció a França i una onada d'indignació contra l'armada, l'aristocràcia i el règim monàrquic del Borbons, sobretot després que dos dels supervivents, el cirurgià Henri Savigny i l'enginyer naval i geògraf Aléxandre Corréard publicaren un fullet on explicaven la seua experiència a bord del rai titulat Naufrage de la Frégate la Méduse.

## Procés de creació

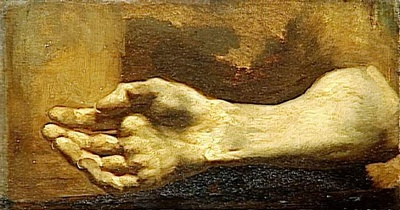
Estudi de braç i de mà, París, 1819. Oli sobre tela, 18 × 33,5 cm

Després de la seva estada a Itàlia, Géricault tornà a França amb desitjos de fer una obra important on reflectir el seu aprenentatge italià. La seua idea era trobar un tema contemporani i monumental alhora. Després d'algunes vacil·lacions, la notícia del naufragi de la Medusa va ser capaç d'excitar la seva imaginació de manera que es decidira per aquest assumpte. Géricault, d'idees progressistes, va llegir l'obreta de Corréard i Savigny i va voler conèixer-los perquè li comunicaren personalment l'experiència del naufragi amb la intenció de conèixer de primera mà els patiments i l'angoixa pels quals van passar. El tema dels nàufrags a la deriva no era desconegut, com mostren algunes obres del segle xviii com ara les de Claude-Joseph Vernet o Philip James de Loutherbourg.
Per tal de pintar aquest quadre, Géricault va dedicar molt de temps a documentar-se sobre els fets de la Medusa. A banda d'entrevistar-se amb alguns dels supervivents, va fer estudis i esborranys de diferents parts del cos humà abans d'emprendre l'execució de l'obra. També va estudiar cadàvers per tal d'atènyer el màxim realisme anatòmic i va visitar manicomis per tal de fer esbossos de les cares de dements. El taller on treballava el pintor, a la rue du Faubourg-du-Roule, era prop de l'hospital Beaujon, la qual cosa li facilitava l'accés als cossos morts. També es desplaçà fins a la costa per prendre apunts de la llum i la forma dels núvols i feu construir un rai al mateix fuster de la Medusa per tal d'observar el seu moviment sobre les ones.
Géricault va experimentar certes vacil·lacions a l'hora de triar l'escena exacta que representaria al seu llenç. Els inicis del treball van ser lents i difícils. Es conserven un parell d'aquarel·les sobre el naufragi de La Medusa que recreen episodis diferents del que finalment va escollir: un motí a bord del rai i una escena de canibalisme. Finalment es decidí pel moment en què els supervivents albiren la nau que ve a salvar-los, la qual cosa li permetia combinar el dramatisme i la crítica política amb un missatge esperançador sobre les possibilitats humanes.
En una primera versió del tema, un dibuix a ploma, hom pot observar que la disposició dels elements és la contrària a la definitiva (de l'angle inferior dret al superior esquerre en comptes de l'inferior esquerre al superior dret com quedarà finalment). Potser el pintor volia donar-li al seu quadre una lectura natural, d'esquerra a dreta, que destacara l'element central (l'home que alça un drap per cridar l'atenció del vaixell salvador)

## Característiques de l'obra

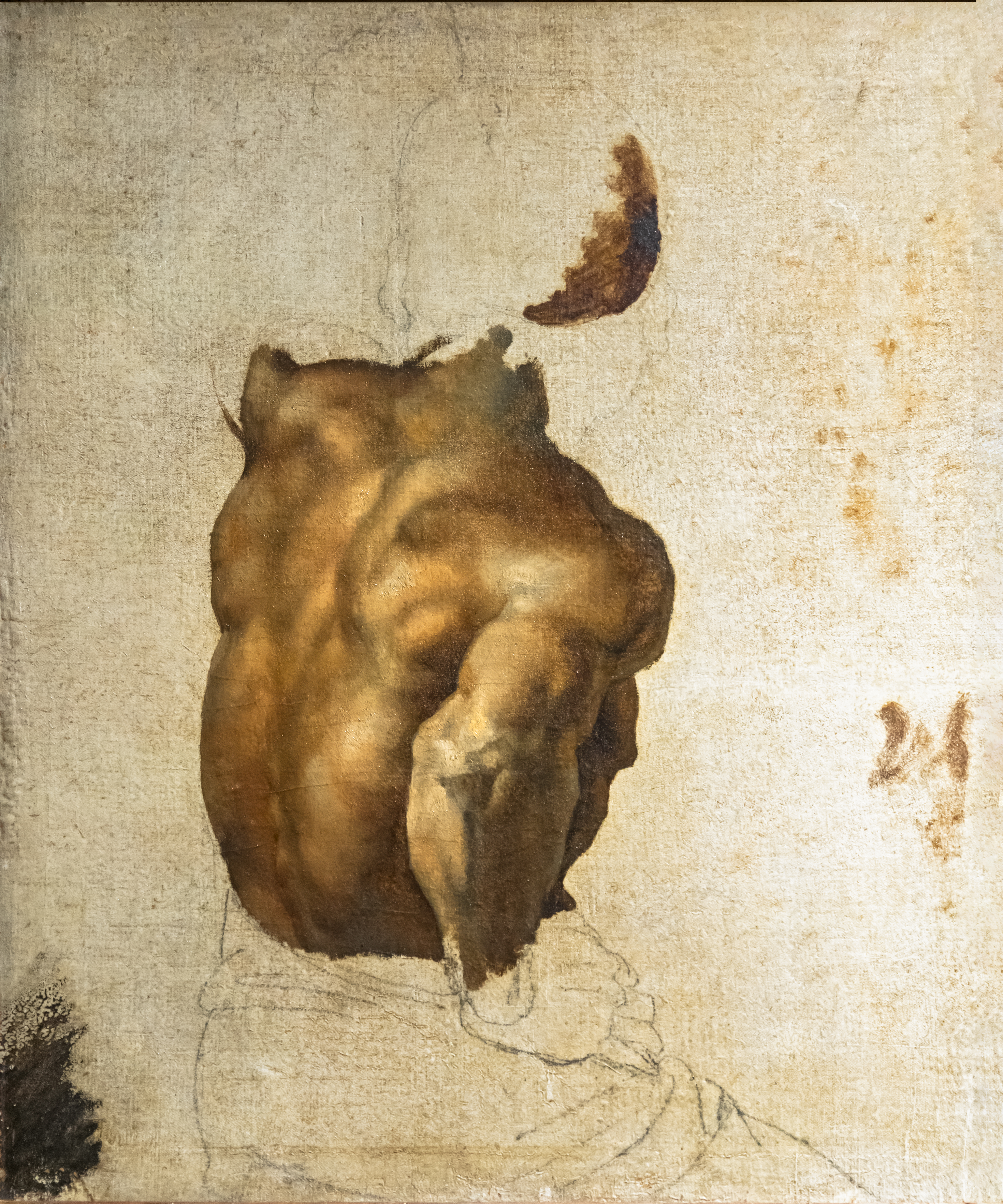
Estudi per a El rai de la Medusa

Segons la crítica, a El rai de la Medusa es fa palès el moment de cruïlla entre el neoclassicisme i el romanticisme que Géricault representa. Molts dels elements de l'obra són continuadors de l'escola neoclàssica el màxim representant de la qual a França fou Jacques-Louis David: les grans dimensions del quadre, la representació d'un instant de gran patetisme, la qualitat escultòrica del cossos, etc. Com assenyala el crític d'art Fritz Novotny, "tot -la idea i la realització- està perfectament en l'esperit de David i també deu molt a l'èpica extensió que Gros en va fer". Tanmateix, segons aquest mateix crític, aquests elements estan treballats amb un tractament que qualifica de barroc: l'acumulació de figures, la confusió dels cadàvers, els homes exhaustos o atacats per la bogeria, el clarobscur propi de Caravaggio i, sobretot, la línia de força diagonal que mena envers l'angle superior dret. Aquests elements que trenquen amb l'equilibri neoclàssic serien els que situarien l'obra en el camí cap al ple romanticisme francés.
A banda dels elements provinents de l'escola neoclàssica francesa, hi és també perceptible la influència dels grans mestres antics que Géricault més admirava: la de Miquel Àngel -del qual el francés estimava particularment el Judici Final- en el tractament dels cossos, les postures i els grups de personatges; la de Caravaggio, en els cadàvers i el tractament de la llum. En canvi, l'emprenta de Rubens, el pintor més admirat per Géricault al principi de la seua carrera, és minsa: podem trobar-la només en el to vivament càlid dels esbossos.
El quadre té una estructura marcadament piramidal, que mena l'atenció de l'espectador envers la figura de l'home que sacseja el drap per atraure l'atenció de l'Argus, el vaixell que ve a cercar-los. Tanmateix, no es tracta d'un triangle simètric -com hauria sigut habitual en una obra neoclàssica- sinó que la línia de força principal és la que va de l'angle inferior esquerre al superior dret, línia aconseguida mitjançant els braços dels personatges que s'aixequen assenyalant la salvació. L'altre eix que marca l'estructura de la pintura és la disposició en dos plans: un primer pla on trobem els cadàvers, el pare que sosté el cos mort del seu fill i l'home que és al seu costat; i un segon pla on hi ha el grup que ha albirat el vaixell, que es troba d'esquena a l'espectador.

## Curiositats

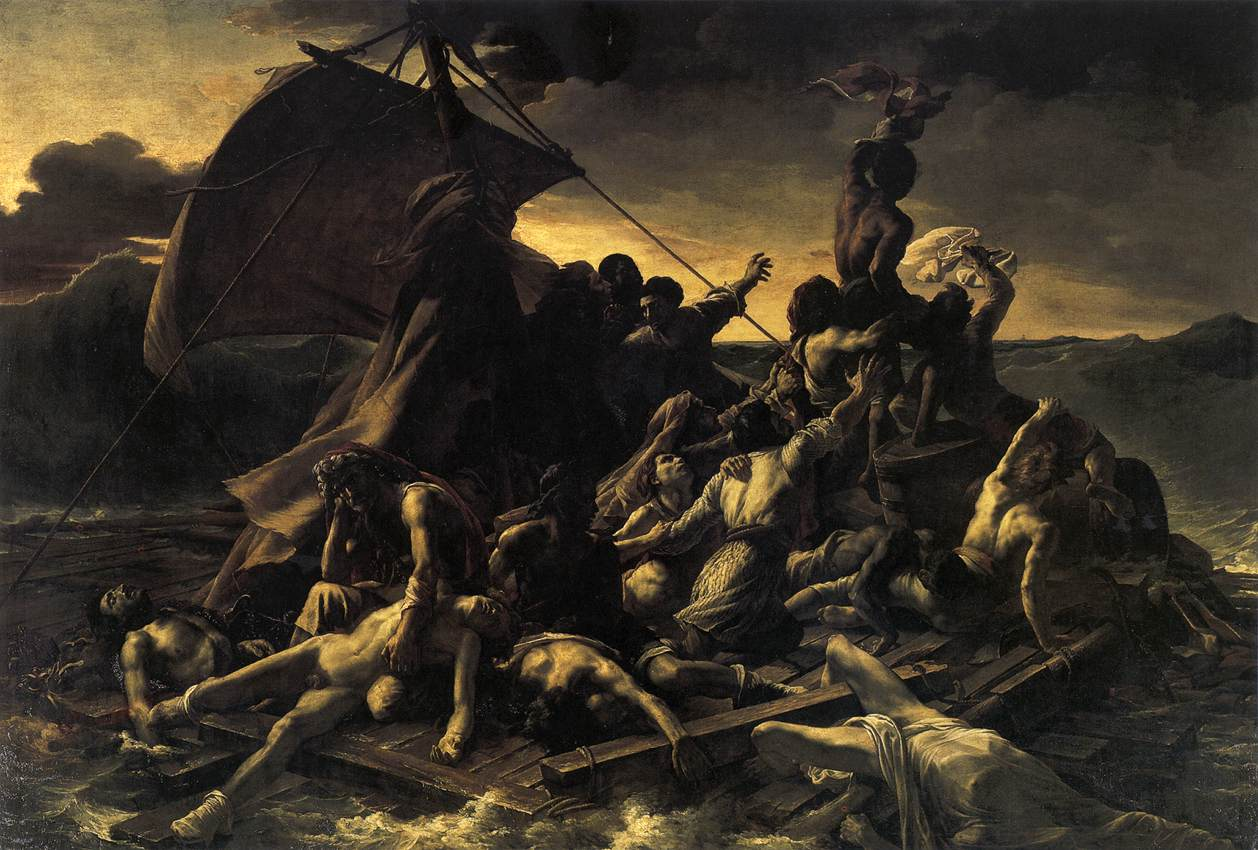
Una altra imatge

L'escena d'aquest quadre apareix copiada (o caricaturitzada) en una vinyeta del còmic Astèrix legionari, de René Goscinny i Albert Uderzo, amb els pirates en el paper de nàufrags, i la diferència que en comptes de fer senyals al vaixell que els ha de rescatar acomiaden el seu vaixell que s'enfonsa.
Així mateix, el quadre va ser versionat per a il·lustrar la portada de l'elapé Rum, Sodomy & The Lash del grup angloirlandès The Pogues.
Un dels contes del llibre Història del món en deu capítols i mig, de Julian Barnes,
planteja en un to mig humorístic el contrast entre els fets reals del naufragi, el patiment dels supervivents i les conseqüències polítiques que va tenir a França, i el procés de creació del quadre i el tractament del tema que acaba fent la pintura.
Actualment un baix relleu de bronze amb la imatge d'aquest quadre "El rai de la Medusa", fet per Antoine Étex, adorna la tomba de Géricault al cementiri Père Lachaise a París.

## Pel·lícules
- El 1998 es va estrenar la pel·lícula "Le radeau de la Méduse" als cinemes de França. La pel·lícula es va rodar entre el 1987 i el 1991.

El director és Iradj Azimi. Protagonitzada per: Jean Yanne (Chaumareys), Daniel Mesguich (Coudein), Alain Macé (Savigny), Claude Jade (Reine Schmaltz), Philippe Laudenbach (Julien Schmaltz), Michel Baumann (Corréard), Rufus (soldat amb harmònica), Laurent Terzieff (Théodore Géricault), Jean Desailly (La Tullaye).
- El 2021 es va estrenar "El ventre del mar", pel·lícula d'Agustí Villaronga basada en l'obra Oceà d'Alessandro Baricco que recrea la història del rai de la Medusa.[15]

## Influències posteriors
El quadre va influenciar Delacroix en el quadre La Barque de Dante (1823), que el va fer famós, tot i que sembla que els crítics de l'època només els van comparar per minimitzar les semblances, i també, per exemple, a La llibertat guiant el poble (1831).